# C&C賞
C&C賞（C&Cしょう）は、日本電気が設立した公益財団法人 NEC C&C 財団が授与する賞。1985年創設。半導体、情報処理、電気通信などに関わる事業、工学、科学分野への貢献を顕彰し、原則として毎年2件贈られる。副賞は 1件につき1000万円。

## 受賞者一覧
- 2024年A: 秋葉重幸、鈴木正敏、森田逸郎
- 2024年B: アシシュ・ヴァスワニ（英語版）、ノーム・シェイザー（英語版）、ニキ・パルマ、ヤコブ・ウスコライト、ライオン・オーウェン・ジョーンズ、エイダン・ゴメス（英語版）、ルカシュ・カイザー、イリア・ポロスキン
- 2023年A: 中村泰信、蔡兆申
- 2023年B: グイド・ヴァンロッサム
- 2022年A: 松岡聡
- 2022年B: チャールズ・H・ベネット, ジル・ブラッサール
- 2021年A: 福島邦彦
- 2021年B: ロドニー・ブルックス
- 2020年A: 村井純
- 2020年B: マイケル・ストーンブレーカー
- 2019年A: 安田靖彦、羽鳥光俊
- 2019年B: レスリー・ランポート
- 2018年A: 西森秀稔
- 2018年B: 鄧青雲
- 2017年A: 川人光男
- 2017年B: アルフレッド・エイホ、ジョン・ホップクロフト、ジェフリー・ウルマン
- 2016年A: 大野英男
- 2016年B: ジェフリー・ヒントン
- 2015年A: 喜連川優
- 2015年B: マーティン・カサド（英語版）、ニック・マッケオン（英語版）、スコット・シェンカー（英語版）
- 2014年A: 辻井重男、今井秀樹
- 2014年B: ヤン・ウッデンフェルト、アーウィン・M・ジェイコブス、安達文幸
- 2013年A: 菊池和朗、中沢正隆
- 2013年B: ウラジーミル・ヴァプニク
- 2012年A: 山田宰、黒田徹、高田政幸
- 2012年B: 小林久志
- 2011年A: 吉野彰
- 2011年B: ノーマン・エイブラムソン、ロバート・メトカーフ
- 2010年A: 榊裕之、荒川泰彦
- 2010年B: リーナス・トーバルズ
- 2009年A: 板倉文忠
- 2009年B: ロナルド・リベスト、アディ・シャミア、レオナルド・エーデルマン
- 2008年A: 相磯秀夫
- 2008年B: アルバート＝ラズロ・バラバシ
- 2007年A: ロバート・D・マウラー（英語版）、ジョン・B・マクチェスニー（英語版）、伊澤達夫
- 2007年B: 伊賀健一
- 2006年A: 坂村健
- 2006年B: ロバート・デナード
- 2005年A: 榎啓一、夏野剛、松永真理
- 2005年B: ロバート・カーン、ローレンス・ロバーツ、レナード・クラインロック
- 2004年A: 喜安善市
- 2004年B: ジョン・ヘネシー、デイビッド・パターソン
- 2003年A: 甘利俊一
- 2003年B: ゴードン・ムーア
- 2002年A: 梅棹忠夫
- 2002年B: エドガー・ダイクストラ
- 2001年A: 菅野卓雄
- 2001年B: アラン・ケイ
- 2000年A: 金出武雄
- 2000年B: ロバート・W・ダットン（Robert W. Dutton）
- 1999年A: 長尾真
- 1999年B: ウィラード・ボイル、ジョージ・E・スミス
- 1998年A: フェルナンド・J・コルバト
- 1998年B: 赤崎勇、中村修二
- 1997年A: ジョン・L・モル
- 1997年B: バリー・G・ハスケル（Barry G. Haskell）、アラン・ネトラヴァリ（英語版）
- 1996年A: ポール・バラン、ヴィントン・サーフ、ティム・バーナーズ＝リー
- 1996年B: ドナルド・ペダーソン（英語版）、アーネスト・S・クー（英語版）、ロナルド・A・ローラー (Ronald A. Rohrer)
- 1995年A: 長谷川晃
- 1995年B: 卓以和
- 1994年A: ジョン・コック
- 1994年B: 末松安晴、大越孝敬
- 1993年A: 岩崎俊一
- 1993年B: ウィリアム・A・ギャンブリング（William A. Gambling）、デイヴィッド・ペイン
- 1992年A: 坂井利之
- 1992年B: エバーハルト・レクティン（英語版）、ウォルター・K・ヴィクター（Walter K. Victor）、アンドリュー・ビタビ
- 1991年A: 垂井康夫、豊田博夫
- 1991年B: ジャック・M・サイプレス（英語版）
- 1990年A: ジョージ・H・ハイルマイヤー（英語版）
- 1990年B: 村谷拓郎、伊藤泰彦
- 1989年A: 高木昇、斉藤成文、野村民也
- 1989年B: デニス・リッチー、ケン・トンプソン
- 1988年A: モーリス・ウィルクス
- 1988年B: ジョン・S・メイヨ（英語版）、エリック・E・サムナー（英語版）、M・ロバート・アーロン（英語版）
- 1987年A: 猪瀬博
- 1987年B: チャールズ・K・カオ（高錕）
- 1986年A: ジェローム・ウィーズナー（英語版）
- 1986年B: 林厳雄、モートン・B・パニッシュ（英語版）
- 1985年A: 山下英男、和田弘
- 1985年B: ローレンス・A・ハイランド（英語版）、ハロルド・A・ローゼン（英語版）
- 1985年C: ジョセフ・V・チャリク（英語版）、シドニー・メツガー（Sidney Metzger）